# Fidji aux Jeux olympiques d'été de 1968
Les Fidji participent pour la troisième fois aux Jeux olympiques d'été de 1968 à Mexico. La nation revient après avoir fait l'impasse en 1964.
Leur délégation est composée du seul lanceur de javelot William Liga.

## Engagés fidjiens par sport

### Athlétisme
- William Liga
Javelot Homme: 25e place en qualification avec un meilleur jet mesuré à 62,32 m. Il ne participe pas à la phase finale